# Ócsárd
Ócsárd is een plaats (község) en gemeente in het Hongaarse comitaat Baranya. Ócsárd telt 430 inwoners (2001).